# 打字
打字（英語：typing）是按下打字機、電腦鍵盤或手機上的按鍵來輸入文本的過程，其中文本可以是字母、數字或符號等。

## 演進過程
早期人類發明打字機開始逐漸演變為電腦鍵盤，之後能夠在手持裝置上使用觸控方式打字。